# Априлско време
Априлско време се у колоквијалном смислу назива „хировитим“, променљивим временом са брзом узастопном светлошћу сунца, облацима и кишом (понекад са снегом и градом). Овај метеоролошки феномен је такође предмет неких пешачких правила.
Каприциозним временима на цвету вишње може га угрозити због јачег приземног мраза на ведрим ноћима.

## Настајање
На пролеће се ваздух изнад јужне Европе и Африке брже загрева од северне Европе због различитог интензитета сунчевог зрачења. Ово ствара један велики температурни градијент између Северне и Јужне Европе. Будући да је разлика у почетку превелика, а ваздушна температура покушава да се изједначи, на граници је константна промена времена, која је у априлу непосредно изнад средње Европе.
Топли ваздух са југа се меша са хладним северним ваздухом. Хладан ваздух садржи пуно влаге, док је топли са југа релативно сув. Сада је копну хладан ваздух загрејан и за закључак, он се подиже. Тај ваздух прави облаке. Међутим, у вишим слојевима ваздуха се налази топли ваздух са југа, који затим тоне. Оно се даље се загрева и раствара постојеће облаке.
То ствара типично априлско време са кратким пљусковима, моћним ветром и честим данима без облака.